# Germán Chiaraviglio
Germán Pablo Chiaraviglio Ermácora (n. el 16 de abril de 1987 en Santa Fe, Argentina) es un atleta argentino que compite en salto con garrocha.

## Biografía
Su mejor marca personal es hasta la fecha de 5,75 metros, lograda en los Juegos Panamericanos de 2015 en Toronto, el 21 de julio de 2015, donde obtuvo la medalla de plata. También es dueño del récord sudamericano de salto con garrocha bajo techo, con 5,52 metros, y es el único atleta argentino en haber ganado una medalla de oro en un Mundial de atletismo.
El entrenador de Germán es el profesor Roque Rios, su anterior entrenador físico. Su familia está compuesta por atletas también especializados en salto con garrocha; su hermano Guillermo (en 2001) y su hermana Valeria (en 2005) también participaron en un Mundial Juvenil. Durante los Juegos Sudamericanos de 2006, ganó la medalla de oro (luego de saltar 5,65 m) y su hermano Guillermo, la medalla de plata (5,2 m). Se entrena en Italia junto a la estrella de salto con garrocha Yelena Isinbáyeva, co-entrenado por Vitaly Petrov.
En 2008, Chiaraviglio participó en los Juegos Olímpicos de Pekín, pero no logró llegar a su mejor marca y quedó afuera de la clasificación.
En 2010, la Fundación Konex le otorgó el Premio Konex de Platino al mejor atleta argentino de la década. En 2020 vuelve ser premiado, esta vez con el Diploma al Mérito Konex como uno de los 5 mejores atletas.
En los Juegos Olímpicos de Río de Janeiro 2016, Chiaraviglio clasificó a la final de salto con garrocha tras superar la marca de los 5,70 m.
En abril de 2018 fue elegido como abanderado de la delegación argentina de los Juegos Suramericanos de 2018.
Chiaraviglio formaba parte de la delegación argentina para los Juegos Olímpicos de Tokio 2020, sin embargo, se vio obligado a abandonar el evento al dar positivo de coronavirus.
En el Campeonato Mundial de Atletismo de 2023 Chiaraviglio consiguió una marca de 5,35 m y no pudo clasificar a la instancia final, quedando en el puesto 22 de la tabla general.

## Logros
| Año  | Competencia                          | Lugar                  | Resultado | Extra     |
| ---- | ------------------------------------ | ---------------------- | --------- | --------- |
| 2003 | Mundial Juvenil de Atletismo de 2003 | Sherbrooke, Canadá     | 1.º       |           |
| 2004 | Mundial Juvenil de Atletismo de 2004 | Grosseto, Italia       | 2.º       |           |
| 2006 | Mundial Juvenil de Atletismo 2006    | Pekín, China           | 1.º       | 5,71 m CR |
| 2006 | Copa del Mundo de Atletismo 2006     | Atenas, Grecia         | 3.º       |           |
| 2007 | Juegos Panamericanos                 | Río de Janeiro, Brasil | 3.º       | 5,20 m PB |
| 2015 | Juegos Panamericanos                 | Toronto, Canadá        | 2.º       | 5,75 m PB |
| 2023 | Juegos Panamericanos                 | Santiago, Chile        | 2.º       | 5,50 m PB |